# قانون مكافحة التمييز

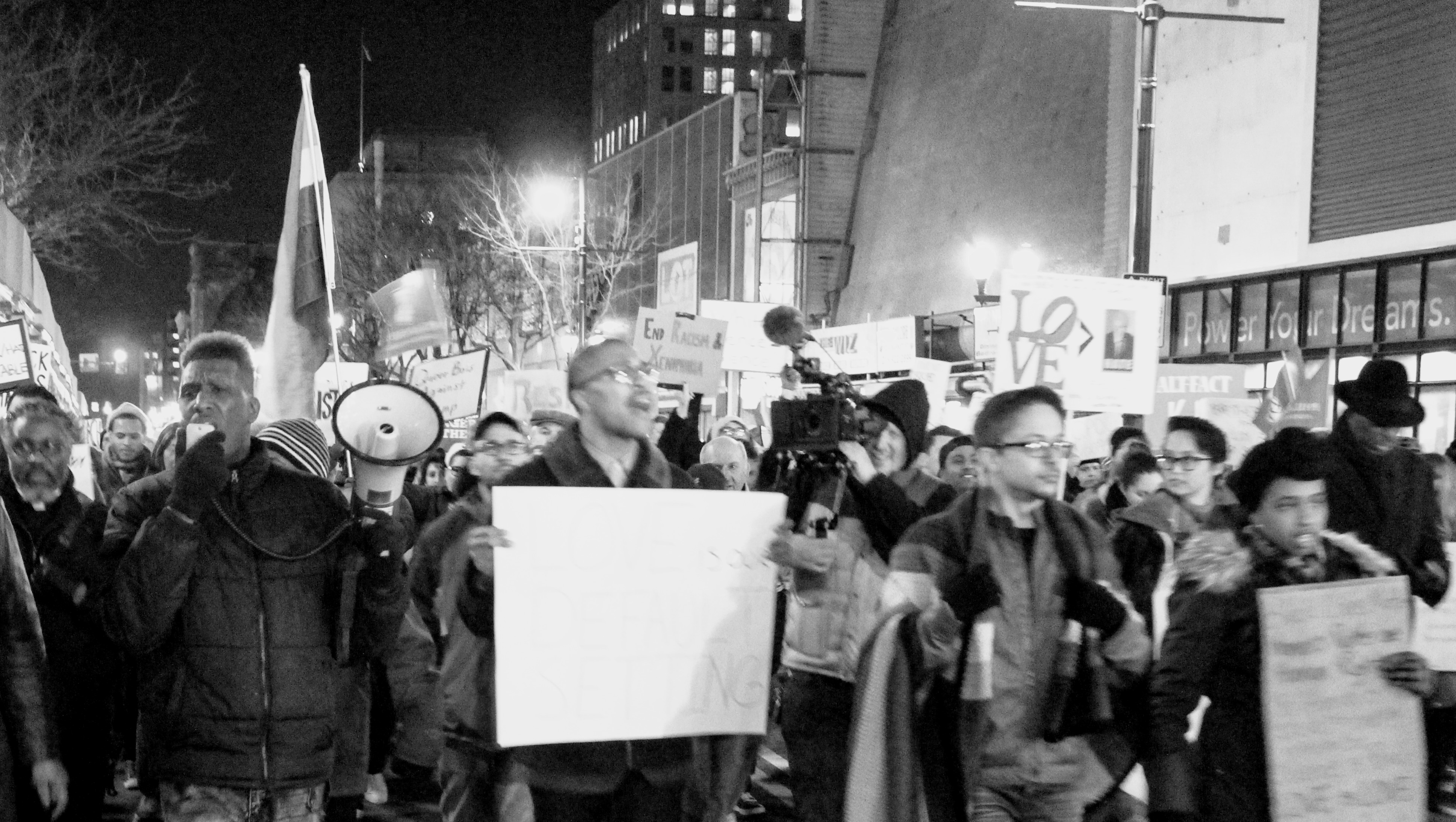

قانون مكافحة التمييز يشير إلى القانون المتعلق بحق الناس في أن يعاملو على قدم المساواة. بعض الدول تطبق هذا في مجال العمل، في معاملات المستهلكين والناس المشاركة السياسية يجب التعامل معها على قدم المساواة بغض النظر عن الجنس أو السن أو العرق أو الجنسية أو الإعاقة أو العقلي، أو التوجه الجنسي والهوية الجنسية والآراء في بعض الأحيان الدينية والسياسية.